# Салка (Словакия)
Салка — деревня в районе Нове-Замки в регионе Нитра на юго-западе Словакии.

## История
В исторических документах впервые упоминается в 1156 году.

## География
Деревня находится на высоте 110 метров и занимает площадь в 26,066 км². Она имеет население около 1069 человек.

## Население
| Год:                | 1994 | 2004    | 2014    | 2024    |
| ------------------- | ---- | ------- | ------- | ------- |
| Количество человек: | 1107 | 1059    | 1017    | 983     |
| Разница:            |      | −4,33 % | −3,96 % | −3,34 % |